# Ptomaine
Le ptomaine, o alcaloidi cadaverici, sono composti organici azotati semplici prodotti dalla putrefazione batterica delle proteine sia di origine animale che vegetale. Le più conosciute sono:
- cadaverina
- putrescina
- neurina
- scatolo
- indolo

In Italia furono studiate da Francesco Selmi nella seconda metà del 1800. La cadaverina e la putrescina furono isolate nel 1885 da Ludwig Briegier. Secondo la teoria delle intossicazioni alimentari, erano ritenute responsabili di intossicazioni, e oggi si ritiene che vengano prodotte dai batteri intestinali per una fermentazione errata degli amminoacidi, dovuta a combinazioni alimentari errate, dettate da mode alimentari ed errori nel consumo di cibi durante i pasti. Infatti la giusta degradazione delle proteine da parte degli enzimi preposti non causa, o perlomeno limita molto, la comparsa di tali sostanze. 